# ロバート・カーター
ロバート・カーター（Robert Lawrence Carter Jr、1994年4月4日 - ）は、アメリカ合衆国ジョージア州出身のプロバスケットボール選手。ポジションはパワーフォワード。206cm、114kg。

## 来歴

### アマチュア選手時代
1994年4月4日ジョージア州トーマスビル生まれ、小学校はScott Elementary、中学校はMacintyre Park Middle Schoolを卒業した。
スネルビルのShiloh High School在学中にはU-18アメリカ代表候補に選出されている。高校を卒業後、NCAA一部Atlantic Coast Conference(ACC)に所属するジョージア工科大学に進学、バスケットボールチームYellow Jackets に入団した。
1年次(freshman Season)からスターターを勝ち取り、主力として31試合に出場。31試合で先発して１試合平均26.4分出場、9.9得点、6.7リバウンド、1アシスト、1ブロックを記録、ACC All-Freshman teamに選出された。U-19 アメリカ代表候補に選出された。
2年次(sophomore Season)の12月29日のCharlotte 49ers戦で左膝半月板損傷の怪我を負ったため欠場が続いたことで、２年次の成績は23試合に出場して18試合で先発。１試合平均26.8分出場、11.4得点、6.4リバウンド、1.1アシスト、1.1ブロックを記録した。
2年次のシーズン終了後にロバート・カーターはジョージア工科大学からの移籍を希望し、同期間にACCからBig 10カンファレンスへ移動したメリーランド大学のチャールズ・ミッチェルとトレードのような形でNCAA一部Big10 Conferenceに所属する同大学に移籍し、バスケットボールチームMaryland Terrapins に入団した。。NCAAのレギュレーションで移籍したシーズンは試合に出場できないため、レッドシャツ制度を利用して練習のみ参加した。この期間に肉体改造に取り組み8.2kgの減量と体脂肪率を6%絞り込んだ。
3年次(junior Season)はMaryland Terrapinsの主力として活躍。36試合で全試合先発。¡試合平均26.4分出場、12.3得点、6.9リバウンド、1.9アシスト、1.3ブロックを記録した。All-Big Ten selection,Big Ten Sportsmanship Awardを受賞した 。
3年次のシーズン終了後には、4年次(senior Season)のシーズンへの参加を選択せずにメリーランド大学を卒業して2016年のNBAドラフトにエントリーした.。

### プロ選手時代・欧州でのキャリア[ 2016-2019)
2016年のNBAドラフトでは指名外となり、2016年のNBAサマーリーグではゴールデンステート・ウォリアーズでプレーした。
2016年7月30日にレガ・バスケット・セリエAのニュー・バスケット・ブリンディジと2016-17シーズンを契約.、平均13得点、6.6リバウンドで、フィールドゴール成功率52.5%、3ポイント成功率35.5%を記録した。
2017年のNBAサマーリーグではデンバー・ナゲッツでプレーした。
2017-18シーズンはリトアニアのBCリエトゥヴォス・リータスと契約したが、12月5日に退団 。同日にトルコスーパーリーグのガジアンテプ・バスケットボールと契約した 。
8月13日にガジアンテプ・バスケットボールはを退団し、中国プロバスケットボールリーグの浙江ゴールデンブルズと2018-19シーズンの契約をしたが、最終的に同チームでプレーすることはなかった。
12月23日にはトルコスーパーリーグのAfyon Belediyeと契約した。
2019年のNBAサマーリーグではロサンゼルス・クリッパーズでプレーした。

### 日本でのキャリア(2019-2021)
2019年7月24日にB1リーグの島根スサノオマジックと2019-20シーズンの契約をした。35試合に出場し、1試合平均21.2得点、10.2リバウンドを記録、また３ポイントシュートは282本の試投で96本の成功で34パーセントの成功率だった。96本の成功数は同シーズンのリーグトップの成績である。新型コロナウイルスの日本国内での感染拡大防止のためにリーグ後半戦は打ち切りとなり、島根を退団した。
2020年9月18日にB1リーグの横浜ビー・コルセアーズと2020-21シーズンの契約をした。ただし、新型コロナウイルスの日本国内での感染拡大防止の影響で、日本への入国に厳しい制限が続いていたため、シーズン開幕の9月に入っても入国できない状態が続いた。9月10日からBリーグ外国籍選手の条件付きでの入国が認める方針が定まったことから、10月16日に入国が発表された。なおこの条件とは「現地出発前72時間以内のコロナウイルス検査での陰性の証明」「日本入国時に空港でコロナウイルス検査の受検」「14日間の自主隔離」などである。11月2日にチームに合流した。
2020-21シーズンは、合流後はスターティングメンバーとしてシーズンを通して出場を続けた。45試合に出場(43先発)、一試合平均で29.7分出場、17.4得点、7.8リバウンド、3.2アシスト、0.9ブロック、1.1スティールを記録した。

### ブネイ・ヘルツリーヤ(2022-2023)
2022年8月10日、バスケットボール・チャンピオンズリーグとイスラエル・バスケットボール・プレミアリーグに所属するブネイ・ヘルツリーヤとの契約が発表された。

## 人物

### バスケットボールプレイヤーとしての特徴
- 2016年におけるDRAFTEXPRESSによる評価では、アウトサイドからの総合的な攻撃力が強みの正確なシュート動作を行う事ができるシューターであり、そのジャンプシュートの高い成功率は優れた視覚能力に支えられていると分析している。一方で2016年時点では、シーズンを通しては40分当たりの3ポイントシュートの得点は3.5点に留まっており、過去3年間の3ポイント成功率も29.7%であることから、NBAで活躍できるレベルの長距離シューターであることまでは示せていないと評している[21]。
- 身長206cm ウイングスパン222cmというサイズは、NBAのセンターとしては若干小さいが、身体の強度も含めて考慮すればビッグマンとの対決でも十分に機能すると考えられる。身体能力は良いバランスを保っている。クイックネスや横移動は同等サイズの選手の中では平均的であり、突出したスピードやジャンプ能力ではない[21]。
- 2010年の計測では体重は111kgだったが、2016年は127kgまで増加した。その後減量に成功して2020年現在は公称値114kgである。体重の増加はハーフコートでの敏捷性を失うため注意する必要がある[21]。
- 2019年に入団した島根の堀健太郎GMによると、ディフェンスだけではなく得点能力、状況判断能力も素晴らしいものがあり、まさにオールラウンダーの選手との評価である[22]。

### その他
- ジョージア工科大学時代にロバート・カーターとトレードのような形で移籍を行ったチャールズ・ミッチェルは2020年にB1リーグの新潟アルビレックスに移籍になったため、同じシーズンに日本でプレーすることになった。
- 影響を受けた指導者は、14-18歳の時代のコーチであるen:Winfred Jordan[23]
- 試合前にすることはしっかりご飯を食べて、お祈りして、ストレッチする、試合後はシャワーを浴びて、しっかりご飯を食べて、ストレッチする[23]
- 背番号44は、自分の誕生日の数字(4月4日生まれ)である[23]。
- 一緒にプレーしたい選手はマイケル・ジョーダン、実際に対戦してすごいと感じた選手はアンソニー・デイビス[23]
- 愛用のバッシュメーカーはアンダーアーマー[23]
- 座右の銘は「I can do all things through Christ」[23]
- 好きな芸能人はデンゼル・ワシントン／ビヨンセ、好きな音楽・アーティストはクリス・ブラウン[23]
- 好きな映画はラストゲーム、好きな本はブラックパンサー、マイケル・ジョーダンの伝記[23]
- 好きな食べ物はシーフード、苦手な食べ物はかぼちゃ[23]。
- 恋人に作ってもらいたい料理はシーフード[23]。
- 自分の性格を一言で言うと、高潔で、ハードワークを厭わず常にモチベーションが高い[23]。
- 得意料理はエビとサーモンのパスタ[23]
- 書いたいペットは虎[23]
- 勝負飯はパスタ[23]

- 横浜ビー・コルセアーズの選手紹介

2020-21 ｢From Georgia to Yokohama 射止めRO! 仕留めRO! Sharp-Shooter!｣

## 個人成績

### プロ選手時代
| シーズン   | チーム | GP | GS | MPG  | FG%  | 3P%  | FT%  | RPG  | APG | SPG | BPG | TO  | PPG  |
| ---------- | ------ | -- | -- | ---- | ---- | ---- | ---- | ---- | --- | --- | --- | --- | ---- |
| B1 2019-20 | 島根   | 35 | 35 | 35.6 | .430 | .340 | .712 | 10.2 | 2.9 | 1.4 | 0.6 | 2.5 | 21.2 |
| B1 2020-21 | 横浜   | 45 | 43 | 29.7 | .455 | .319 | .705 | 7.8  | 3.2 | 1.1 | 0.9 | 1.9 | 17.4 |

## プレー集

### 大学時代
- Maryland PF Robert Carter Jr. 2015-16 Highlights - YouTube
- Robert Carter 2016 Pre-Draft Workout - DraftExpress Exclusive - YouTube

### プロ選手時代
- Robert Carter 2016 / 2017 Highlights - YouTube
- ROBERT CARTER 2017-2018 SEASON GAZİANTEP BASKETBOL - YouTube
- Robert Carter Jr. 2017/2018 Highlights (Gaziantep Basketbol/Turkey) - YouTube
- Robert Carter 2019/2020 Highlights (Shimane Susanoo Magic) - YouTube